# قلعة سرخ (فريدون شهر)
قلعة سرخ (بالفارسية: قلعه سرخ) هي قرية تقع في قسم عشاير الريفي في إيران. يقدر عدد سكانها بـ 1,241 نسمة .